# Король Кофетуа и нищенка (картина Бёрн-Джонса)
«Король Кофетуа и нищенка» (англ. King Cophetua and the Beggar Maid) — картина английского художника Эдварда Бёрн-Джонса, написанная в 1884 году. За это полотно Бёрн-Джонс в 1889 году получил орден Почётного легиона на Всемирной выставке в Париже.

## Литературный сюжет
По преданию, африканский король Кофетуа совершенно не интересовался женщинами, пока однажды не встретил бледную, босую нищую девушку, одетую во всё серое. Девушка оказалась не только очень красива, но и добродетельна. Кофетуа влюбился и сделал её своей королевой.
Первый известный текст легенды сохранился в балладе, опубликованной Ричардом Джонсоном в 1612 году под названием «Песнь о нищенке и короле». Однако сама легенда существовала и ранее. Известно пять упоминаний легенды в произведениях Шекспира: «Ромео и Джульетта», «Генрих IV, часть 2», дважды в пьесе «Бесплодные усилия любви», «Ричард II». Существует предположение, что в комедии «Всё хорошо, что хорошо кончается» тоже содержится отсылка к этой легенде. Бен Джонсон упоминает короля Кофетуа в своей пьесе «Всяк в своём нраве».
Легенда наиболее известна благодаря стихотворению Альфреда Теннисона «Нищенка» (англ. The Beggar Maid, 1833):
Она, в лохмотьях нищеты,
Сияла, как луна...Пер. Д. Садовникова

## Описание картины
Бёрн-Джонс основывал сюжет картины на балладе 1612 года. Сайт галереи Тейт упоминает также стихотворение Альфреда Теннисона, однако более основательное обсуждение Ландоу связывает стихотворение только с первоначальным (1862) сюжетом картины. Считается, что на композицию оказала влияние картина Андреа Мантеньи «Мадонна делла Виттория» (итал. Madonna Della Vittoria, 1495—96). Испуганная и безмолвная девушка сидит в королевском дворце. Король смотрит на девушку снизу вверх. 
Они застыли недвижимые, в глубоком молчании, но в глубине их души все живёт и трепещет. Они испытывают чувства, которых сами не понимают, прошедшее и будущее сплетаются, жизнь превращена в сон, сон в жизнь.Рихард Мутер. Перевод с нем. З. Венгеровой, 1901 год
В руках у девушки анемоны, которые на принятом в Викторианской Англии языке цветов символизируют безответную любовь (в данном случае, возможно, подразумевается любовь, которой девушка не искала, а может быть и личная любовная драма художника). Смуглое («эфиопское») лицо короля не совсем согласуется с легендой, тем более что все его подданные имеют светлый цвет кожи, и является чисто художественным приёмом, контрастно подчёркивая босые ноги девушки «цвета слоновой кости».
Одной из сложных художественных задач, блестяще решённых автором картины, была необходимость отразить запоминающуюся деталь из баллады — девушка должна была быть «вся в сером» одеянии, нищенском и, вдобавок, добродетельном. Несмотря на всю совокупность таких «неаппетитных» (англ. unappetizing, письмо Бёрн-Джонса к леди Лейтон, 1883 год) подробностей, девушка с первого взгляда должна была поразить до глубины души мужчину, до того вообще равнодушного к женщинам. В результате поисков художник пришёл к выбору туники в качестве фасона платья, и неожиданному сочетанию тёмно-серого цвета ткани с почти полной её прозрачностью.
Моделью для фигуры короля Кофетуа послужил довольно известный дизайнер и художник по металлу, Уильям Бенсон. Считается также, что он сделал из «золота и драгоценных камней» корону, которую он держит в руке на картине, поскольку стремящийся к точнейшему воспроизведению деталей Бёрн-Джонс писал её с натуры. С меньшей долей уверенности полагают, что доспехи на короле и щит, который стоит у его ног, также сделал Бенсон.
Существует и более ранняя версия картины — для передней панели шкафа, — на которой король спускается к девушке с трона. В отличие от картины на холсте сюжет панели более соответствует стихотворению Теннисона и является более динамичным, в то время как в варианте на холсте положение короля, замершего возле ног девушки, выражает идею ничтожности королевской власти по сравнению с величием красоты.
«Король Кофетуа и нищенка» воплощает многие идеалы прерафаэлитов, к которым принадлежал Бёрн-Джонс — восхищение прекрасной дамой, поиск красоты и совершенной любви. Любопытным образом противостояние прерафаэлитов с женскими образами Рафаэля и особенно Рубенса выразилось в авторской пародии «Король Кофетуа и нищенка в стиле Рубенса», на которой король со страхом взирает на согнавшую его с трона «нищенку» рубенсовских форм (рисунок карандашом на картоне). По иронии судьбы, длительная борьба прерафаэлитов с традиционным искусством и в первую очередь с Королевской академией закончилась избранием одного из их лидеров, Бёрн-Джонса, в эту академию в 1885 году за картину «Король Кофетуа и нищенка».

## Этюды, наброски
Первоначальная версия картины была написана в 1862 году, хранится в галерее Тейт. Сохранилось несколько этюдов к окончательной версии картины. На небольшом рисунке гуашью (примерно 1883 год, сейчас в коллекции Э. Ллойда Уэббера) фигуры девушки и короля гораздо ближе друг к другу, чем на окончательной версии. На полномасштабной зарисовке на картоне гуашью и цветным мелом композиция приобретает окончательную форму, зато световое решение полностью отличается (1883, этюд находится в Музее и художественной галерее Бирмингема).
Сравнение этюдов с окончательным вариантом иллюстрирует упомянутый выше поиск художником фасона и ткани платья, можно также обратить внимание на три сильно различающиеся короны.
- Рисунок углём, 1883 год (галерея Тейт).
- Рисунок гуашью, 1883 год (собственность Э. Ллойда Уэббера).
- Этюд на картоне, 1883 год (Бирмингем).

## Картина в других произведениях искусства
Картина Бёрн-Джонса была невероятно популярна и в Англии, и в не меньшей степени в континентальной Европе, поэтому использовалась во многих произведениях искусства в качестве узнаваемого символа.
Например, она послужила отправной точкой для декадентского стихотворения в прозе «Король Кофетуа» (нем. König Cophetua, 1895) австрийского поэта и драматурга Гуго фон Гофмансталя. Гофмансталь интересовался английской живописью и писал о ней. Его привлекали попытки прерафаэлитов выразить «метафизические ценности через конкретные формы». Такой конкретной деталью в обсуждаемой картине для поэта послужила корона в руках Кофетуа («Корона выпала из его ленивой руки, а с ней и прекрасный город Арль…»). Арльское королевство когда-то занимало часть территории современного региона Прованс (Франция), то есть герой стихотворения Гофмансталя вовсе не африканец. Ещё один немецкоязычный автор, современный Гофмансталю Рихард Мутер, тоже утверждает, что источником легенды Кофетуа следует считать не английскую балладу, а «провансальскую поэзию» и что король Кофетуа на картине «…похож своим сильным и резким профилем на ломбардского воина вроде герцога Мантеньи». Под последним понимается покровитель Андреа Мантеньи герцог Лудовико III Гонзага.
В сборнике «Хью Селвин Моберли» (англ. Hugh Selwyn Mauberley, 1920) поэта Эзры Паунда, одного из основоположников имажизма, название одному из стихотворений дали глаза нищенки на картине:
С Берн-Джонса эскиза
Глаза её, ныне в галерее,
Всё так же учат Кофетуа
Судить «высокие материи»
Оригинальный текст (англ.)The Burne-Jones cartons
Have preserved her eyes;
Still, at the Tate, they teach
Cophetua to rhapsodizePound, Ezra, (Пер. Квиткин, Сергей)
.
Картина играет ключевую роль в короткой повести «Король Кофетуа» (1970) французского писателя Жюльена Грака, а также в фильме «Свидания в Бре» (1971), снятом на основе этой повести бельгийским кинорежиссёром и сценаристом Андре Дельво. Запутанные отношения между героями фильма проясняет один из кульминационных моментов, когда Жюльен видит висящую в комнате на стене копию картины Бёрн-Джонса. Ситуация «молодого короля у босых ног бедной девушки» воспроизводится ещё раз в сцене прохода по лестнице Эллы и Жюльена. Повесть Жюльена Грака и картина Бёрн-Джонса фигурируют также в размышлениях героя романа Пьера-Жана Реми «Бессмертный город».

Название «Нищенка» c прямой аллюзией на название картины имеет повесть Элис Манро, лауреата Нобелевской премии по литературе, включенная в её собрание сочинений 1980 года. Накануне женитьбы на Розе Патрик говорит ей:
— Но я рад, что ты бедная. Ты такая красивая. Ты как «Нищенка».
 — Кто?
— «Король Кофетуа и нищенка». Знаешь? Картина такая. Знаешь такую картину?